# Líbano en los Juegos Paralímpicos de Tokio 2020
Líbano estuvo representado en los Juegos Paralímpicos de Tokio 2020 por un deportista masculino. El equipo paralímpico libanés no obtuvo ninguna medalla en estos Juegos.